# Orthotylinae
Orthotylinae is een onderfamilie van wantsen van de familie van de blindwantsen (Miridae). De familie werd voor het eerst wetenschappelijk beschreven door Van Duzee in 1916.

## Taxonomie
De onderfamilie bestaat uit de volgende geslachtengroepen:
- Tribus: Austromirini Carvalho, 1976
  - Austromiris Kirkaldy, 1902
  - Dasymiris Poppius, 1911
  - Fronsetta Cassis, 2008
  - Kirkaldyella Poppius, 1921
  - Lattinova Cassis, 2008
  - Metopocoris Cassis, 2008
  - Myrmecoridea Poppius, 1921
  - Myrmecoroides Gross, 1963
  - Porphyrodema Reuter, 1904
  - Sinistropa Cassis, 2008
  - Watarrkamiris Cassis, 2008
  - Zanessa Kirkaldy, 1902
- Tribus: Ceratocapsini Van Duzee, 1916
  - Ceratocapsidea Henry, 2015
  - Ceratocapsus Reuter, 1876
  - Joseocoris Henry, 2013
  - Pamillia Uhler, 1887
  - Pilophoropsis Poppius, 1914
  - Pilophoropsita Henry, 2015
  - Schaffneria Knight, 1966
- Tribus: Coridromiini Tatarnic & Cassis, 2012
  - Coridromius Signoret, 1862
- Tribus: Halticini A. Costa, 1853
  - Acratheus Distant, 1910
  - Anapomella V.G. Putshkov, 1961
  - Anapus Stål, 1858
  - Barbarosia Kiyak, 1995
  - Chorosomella Horváth, 1906
  - Dampierella Tatarnic, 2009
  - Dasyscytus Fieber, 1864
  - Dimorphocoris Reuter, 1891
  - Ectmetopterus Reuter, 1906
  - Euryopicoris Reuter, 1875
  - Goodeniaphila Tatarnic, 2009
  - Halticus Hahn, 1832
  - Labops Burmeister, 1835
  - Microtechnites Berg, 1883
  - Myrmecophyes Fieber, 1870
  - Namaquacapsus Schuh, 1974
  - Nanniella Reuter, 1904
  - Orthocephalus Fieber, 1858
  - Pachytomella Reuter, 1891
  - Piezocranum Horváth, 1877
  - Plagiotylus Scott, 1874
  - Platyporus Reuter, 1890
  - Schoenocoris Reuter, 1891
  - Scirtetellus Reuter, 1890
  - Strongylocoris Blanchard, 1840
- Tribus: Nichomachini Schuh, 1974
  - Laurinia Reuter, 1884
  - Nichomachus Distant, 1904
  - Pseudonichomachus Schuh, 1974
- Tribus: Orthotylini Van Duzee, 1916
  - Acaciacapsus Cassis & Symonds, 2014
  - Acaciacoris Schaffner, 1977
  - Acegima Poppius, 1919
  - Adfalconia Mello Carvalho & Fonseca Rosas, 1962
  - Adfalconisca Carvalho, 1983
  - Adhyalochloria Carvalho & Ferreira, 1986
  - Adlopidea Carvalho, 1989
  - Adparaproba Carvalho, 1987
  - Adsaileria Carvalho & Schaffner, 1973
  - Aetorhinella Noualhier, 1893
  - Amazonocoris Carvalho, 1952
  - Angulonotus Knyshov & Konstantinov, 2011
  - Antennomiris Carvalho & Schaffner, 1977
  - Aoplonema Knight, 1928
  - Aoplonemella Forero, 2008
  - Apachemiris Carvalho & Schaffner, 1974
  - Araucanocoris Carvalho, 1983
  - Argyrocoris Van Duzee, 1912
  - Aserymus Distant, 1911
  - Austroloxops Chin & Cassis, 2018
  - Avititerra Symonds & Cassis, 2018
  - Baculodema Reuter, 1907
  - Bagionocoris Josifov, 1992
  - Bahianisca Carvalho & Wallerstein, 1978
  - Ballella Knight, 1959
  - Biobiocoris Carvalho, 1985
  - Blattakeraia Symonds & Cassis, 2018
  - Blepharidopterus Kolenati, 1845
  - Blumenaucoris Carvalho & Costa, 1992
  - Bomberia Carvalho, 1987
  - Borgmeierea Carvalho, 1956
  - Brachynotocoris Reuter, 1880
  - Brailovskysta Carvalho, 1988
  - Brasiliomiris Carvalho, 1946
  - Brooksetta Kelton, 1979
  - Bunsua Carvalho, 1951
  - Callitricola Symonds & Cassis, 2018
  - Campylotropis Reuter, 1904
  - Canariocoris Lindberg, 1951
  - Candidomiris Kerzhner & Schuh, 1995
  - Caruarina Carvalho, 1985
  - Carvalhoisca Schaffner & Ferreira, 1995
  - Carvalhomiris Maldonado & Ferreira, 1971
  - Ceratocapsella Carvalho & Schaffner, 1973
  - Ceratocapsisca Carvalho & Wallerstein, 1975
  - Chileria Carvalho, 1985
  - Compsoscytus Reuter, 1908
  - Costaricanus Carvalho & Costa, 1995
  - Cuneocoris Carvalho & Schaffner, 1973
  - Cuneonella Carvalho, 1985
  - Cyllecoridea Kerzhner, 1967
  - Cyllecoris Hahn, 1834
  - Cyrtorhinus Fieber, 1858
  - Cyrtotyloides Carvalho & Maldonado, 1982
  - Cyrtotylus Bergroth, 1922
  - Cysteorrhacha Kirkaldy, 1908
  - Daleapidea Knight, 1968
  - Danacoris Carapezza, 2002
  - Diaphnidia Uhler, 1895
  - Diaphnocoris Kelton, 1961
  - Dichaetocoris Knight, 1968
  - Dijocaria Carvalho & Carpintero, 1991
  - Dimifacoris Carvalho, 1987
  - Divisotylus Carvalho, 1990
  - Dolichostenia Reuter, 1910
  - Dryophilocoris Reuter, 1875
  - Ephedrodoma Polhemus & Polhemus, 1984
  - Erysivena Symonds & Cassis, 2018
  - Erythrocorista Lindberg, 1958
  - Esavia Carvalho & Ferreira, 1986
  - Esavicoris Carvalho, 1988
  - Eucerella Poppius, 1921
  - Eurotas Distant, 1884
  - Excentricus Reuter, 1878
  - Falconia Distant, 1884
  - Falconiodes Reuter, 1905
  - Falconisca Carvalho & Ferreira, 1986
  - Felisacodes Bergroth, 1926
  - Ficinus Distant, 1893
  - Fieberocapsus Carvalho & Southwood, 1955
  - Fulgenticapsus Schaffner, 1979
  - Galapagocoris Carvalho, 1968
  - Gaveanus Carvalho, 1984
  - Gilo Linnavuori, 1994
  - Globiceps Lepeletier & Serville, 1825
  - Goiastylus Carvalho & Costa, 1991
  - Granitohyoidea Cassis & Symonds, 2014
  - Grewiocoris Linnavuori, 1975
  - Guaicurua Carvalho, 1987
  - Guapimirinus Carvalho, 1985
  - Guianocoris Costa, Chérot & Carpintero, 2008
  - Hadronema Uhler, 1872
  - Hadronemella Carvalho, 1984
  - Hadronemidea Reuter, 1908
  - Hadronemisca Carvalho, 1973
  - Hallodapoides Carvalho, 1951
  - Harpemiris Chin & Cassis, 2018
  - Harveycapsus Cassis, Symonds & Tatarnic, 2010
  - Hekate Linnavuori, 1994
  - Heterocordylus Fieber, 1858
  - Heterotoma Lepeletier & Serville, 1825
  - Hyalochloria Reuter, 1907
  - Hyalosomella Poppius, 1914
  - Hyoidea Reuter, 1876
  - Hyoidellus Wagner, 1968
  - Hyporhinocoris Reuter, 1909
  - Hypospicula Chin & Cassis, 2018
  - Hypsitylus Fieber, 1861
  - Ilnacora Reuter, 1876
  - Ilnacorella Knight, 1925
  - Incacoris Carvalho, 1961
  - Irianocoris Carvalho, 1971
  - Itacorides Miyamoto, 1965
  - Itacoris Carvalho, 1947
  - Izyacapsus Henry, 2006
  - Jiggiga Linnavuori, 1975
  - Jimia Carvalho, 1987
  - Jobertus Distant, 1893
  - Jornandes Distant, 1884
  - Jornandinus Carvalho & Schaffner, 1974
  - Josemiris Eyles, 1996
  - Josephinus Schwartz, 2011
  - Juarezicoris Carvalho & Schaffner, 1973
  - Kalania Kirkaldy, 1904
  - Kamehameha Kirkaldy, 1902
  - Koanoa Kirkaldy, 1902
  - Labopella Knight, 1929
  - Laemocoridea Poppius, 1921
  - Lasiomimus Poppius, 1914
  - Latizanchius Liu & Zheng, 2001
  - Lepidotaenia Poppius, 1921
  - Linacoris Carvalho, 1983
  - Lindbergocapsus Wagner, 1960
  - Linharesmiris Carvalho, 1986
  - Lopidea Uhler, 1872
  - Lopidella Knight, 1925
  - Loulucoris Asquith, 1995
  - Lundioides Costa, Chérot & Carpintero, 2008
  - Maestra Linnavuori, 1994
  - Malacocoris Fieber, 1858
  - Malacocorisella Yasunaga, 1999
  - Maralauda Distant, 1913
  - Marinonicoris Carvalho, 1988
  - Maxacalisca Carvalho & Wallerstein, 1975
  - Mayamiris Knight & Schaffner, 1968
  - Mecomma Fieber, 1858
  - Mecommopsis Kerzhner, 1979
  - Melanostictus Reuter, 1907
  - Melymacra Schwartz, 2004
  - Mesotropiscus Kerzhner & Schuh, 1998
  - Mestra Linnavuori, 1994
  - Morobea Carvalho, 1987
  - Myrtlemiris Cheng, Mututantri & Cassis, 2012
  - Naranjakotta Cassis & Symonds, 2016
  - Neoloxops Carvalho, 1987
  - Nesidiorchestes Kirkaldy, 1902
  - Nesiomiris Kirkaldy, 1902
  - Ngullamiris Symonds & Cassis, 2018
  - Nicaraguacoris Carvalho, 1992
  - Noctuocoris Knight, 1923
  - Nycticapsus Poppius, 1914
  - Oaxacacoris Schwartz & Stonedahl, 1987
  - Oaxacaenus Carvalho & Schaffner, 1974
  - Onychomiris J. Ribes & E. Ribes, 1998
  - Origonema Forero, 2008
  - Orthotylidea Poppius, 1914
  - Orthotylus Fieber, 1858
  - Osornocoris Carvalho, 1985
  - Pachylopidea Wagner, 1968
  - Palassocoris Chin & Cassis, 2018
  - Papaveronia Carvalho, 1985
  - Parachius Distant, 1884
  - Parahypsitylus Wagner, 1957
  - Paranacoris Carvalho & Costa, 1993
  - Paranatylus Carvalho, 1988
  - Paraproba Distant, 1884
  - Parthenicus Reuter, 1876
  - Pericosia Carvalho & Costa, 1992
  - Pilophoropsidea Henry, 2015
  - Platycranus Fieber, 1870
  - Pliniella Bergroth, 1922
  - Presidiomiris Stonedahl & Schwartz, 1988
  - Proboscidotylus Henry, 1995
  - Protomiris Poppius, 1911
  - Pseudoclerada Kirkaldy, 1902
  - Pseudoloxopidea Yasunaga, 1999
  - Pseudoloxops Kirkaldy, 1905
  - Pseudoneoborus Knight, 1935
  - Pseudopilophorus Schuh, 1974
  - Pseudopsallus Van Duzee, 1916
  - Pseudoxenetus Reuter, 1909
  - Queretarius Carvalho & Schaffner, 1973
  - Ramentomiris Stonedahl & Schuh, 1986
  - Realomiris Kerzhner & Schuh, 1998
  - Renodaeus Distant, 1893
  - Reuteria Puton, 1875
  - Rolstonocoris Schaffner & Ferreira, 1995
  - Rondonella Carvalho, 1985
  - Sagittacopula Wall, 2007
  - Saileria Hsiao, 1945

Geslachten die niet binnen een van de geslachtengroepen vallen: 
- Cafayatina Carvalho & Carpintero, 1986